# فريدريك إكشتاين
فريدريك إكشتاين (بالألمانية: Friedrich Eckstein)‏ هو كاتب نمساوي، ولد في 17 فبراير 1861 في Perchtoldsdorf ‏ في النمسا، وتوفي في 10 نوفمبر 1939 في فيينا في النمسا.